# Eakaphat Jaenooduang
Eakaphat Jaenooduang (thailändisch เอกภัทร เจ๊หนูด้วง; * 9. April 2006), auch als Sunday bekannt, ist ein thailändischer Fußballspieler.

## Karriere
Eakaphat Jaenooduang erlernte das Fußballspielen in der Schulmannschaft der Debsirin School. Seinen ersten Profivertrag unterschrieb er Ende Januar 2024 beim Samut Prakan City FC. Der Verein aus Samut Prakan spielt in der zweiten Liga. Sein Zweitligadebüt gab Eakaphat Jaenooduang am 17. März 2024 (29. Spieltag) im Heimspiel gegen den Nongbua Pitchaya FC. Bei dem 1:1-Unentschieden wurde er in der 88. Minute für Apisit Butsri eingewechselt. Nach insgesamt 14 Ligaspielen wurde sein Vertrag nach der Hinrunde im Januar 2025 nicht verlängert. Im gleichen Monat unterschrieb er einen Vertrag bei dem in der Central Region spielenden Drittligisten Dome FC. Hier bestritt er drei Drittligaspiele. Im August 2025 unterschrieb er im Seebad Pattaya einen Vertrag beim Zweitligisten Pattaya United FC.